# Stanislaus av Kraków
Stanislaus av Kraków, född 26 juli 1030 i Szczepanów, Małopolska, Polen, död 11 april 1079 i Kraków, Polen, var en polsk biskop och martyr. Stanislaus vördas som helgon inom Romersk-katolska kyrkan. Han är Polens nationalhelgon, och hans minnesdag firas den 11 april, dock i Polen firas högtiden den 8 maj. 

## Biografi
Stanislaus föddes i en adlig familj i närheten av Kraków. När hans föräldrar, Belislaus och Bogna, avled, delade han ut sitt arv till de fattiga. Stanislaus studerade i Gniezno och förmodligen även vid Sorbonne i Paris. Efter att ha återkommit till Polen prästvigdes han av biskopen av Kraków. Stanislaus efterträdde denne 1072.
Polens kung, Bolesław II, var till en början en from man och grundade flera benediktinkloster. Hans framgångar i krig gjorde honom dock övermodig; han var ofta otrogen mot sin hustru Wyszesława och höll dryckeslag. Stanislaus manade Bolesław att upphöra med sitt utsvävande liv. När Bolesław lät röva bort hustrun till en hög adelsman, hotade Stanislaus med exkommunikation. Kungen svarade med att ställa biskop Stanislaus inför rätta för fabricerade ekonomiska brott, och domarna vågade inte annat än att förklara biskopen skyldig.
Stanislaus exkommunicerade Bolesław, men denne fortsatte att gå i mässan och ta emot kommunionen. Stanislaus uppmanade då stiftets samtliga präster att avbryta mässan, om kungen skulle infinna sig i kyrkan. Bolesław blev då rasande och beordrade några av sina soldater att döda biskopen. Soldaterna vägrade att döda biskopen under mässan; Bolesław skenade då själv in i Sankt Michaelskyrkan på kullen Skałka och högg ihjäl biskop Stanislaus.
Sankt Stanislaus-kyrkan är belägen på platsen för den tidigare Sankt Michaelskyrkan, i vilken Stanislaus mötte sitt martyrium.

## Bilder

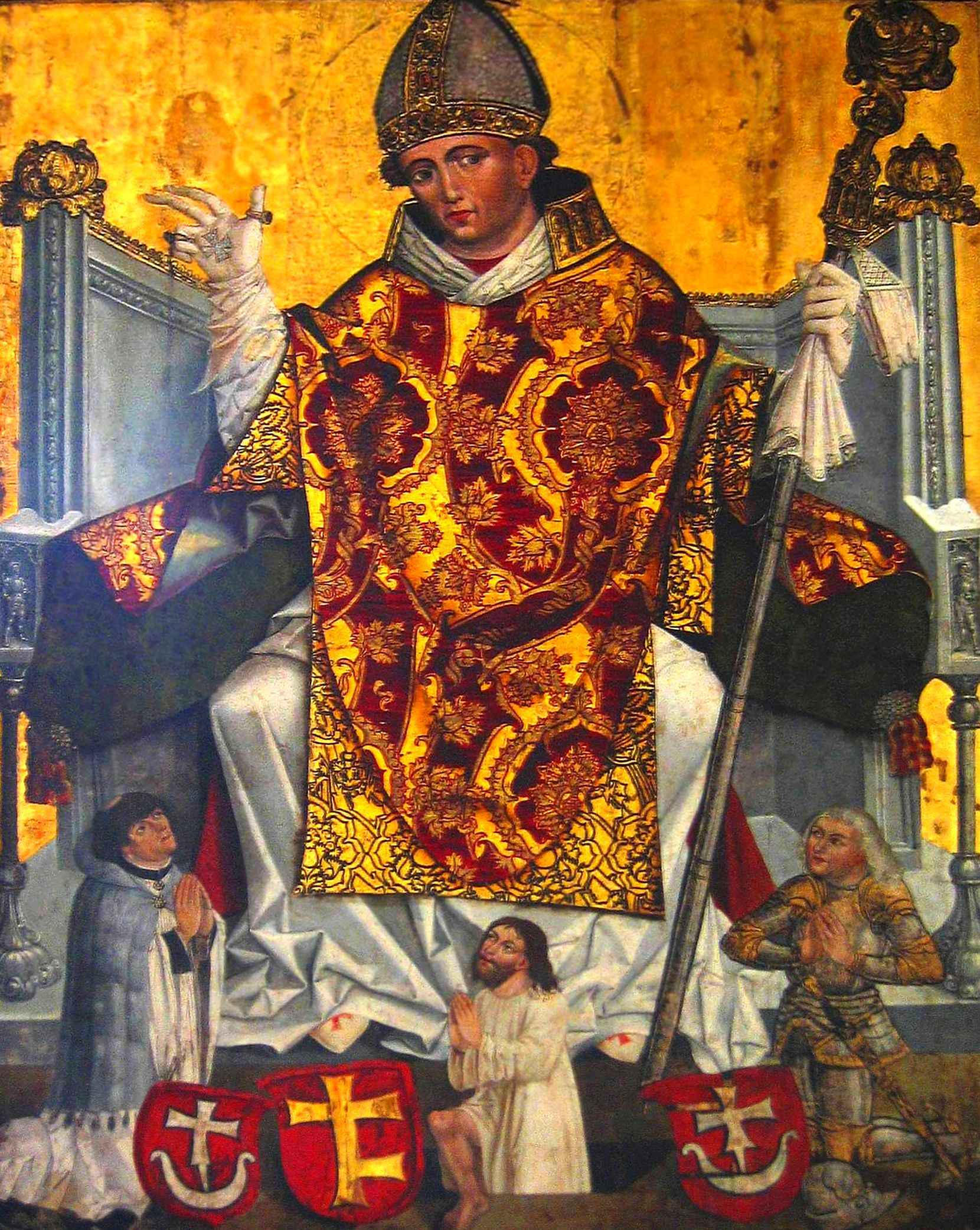
Sankt Stanislaus.
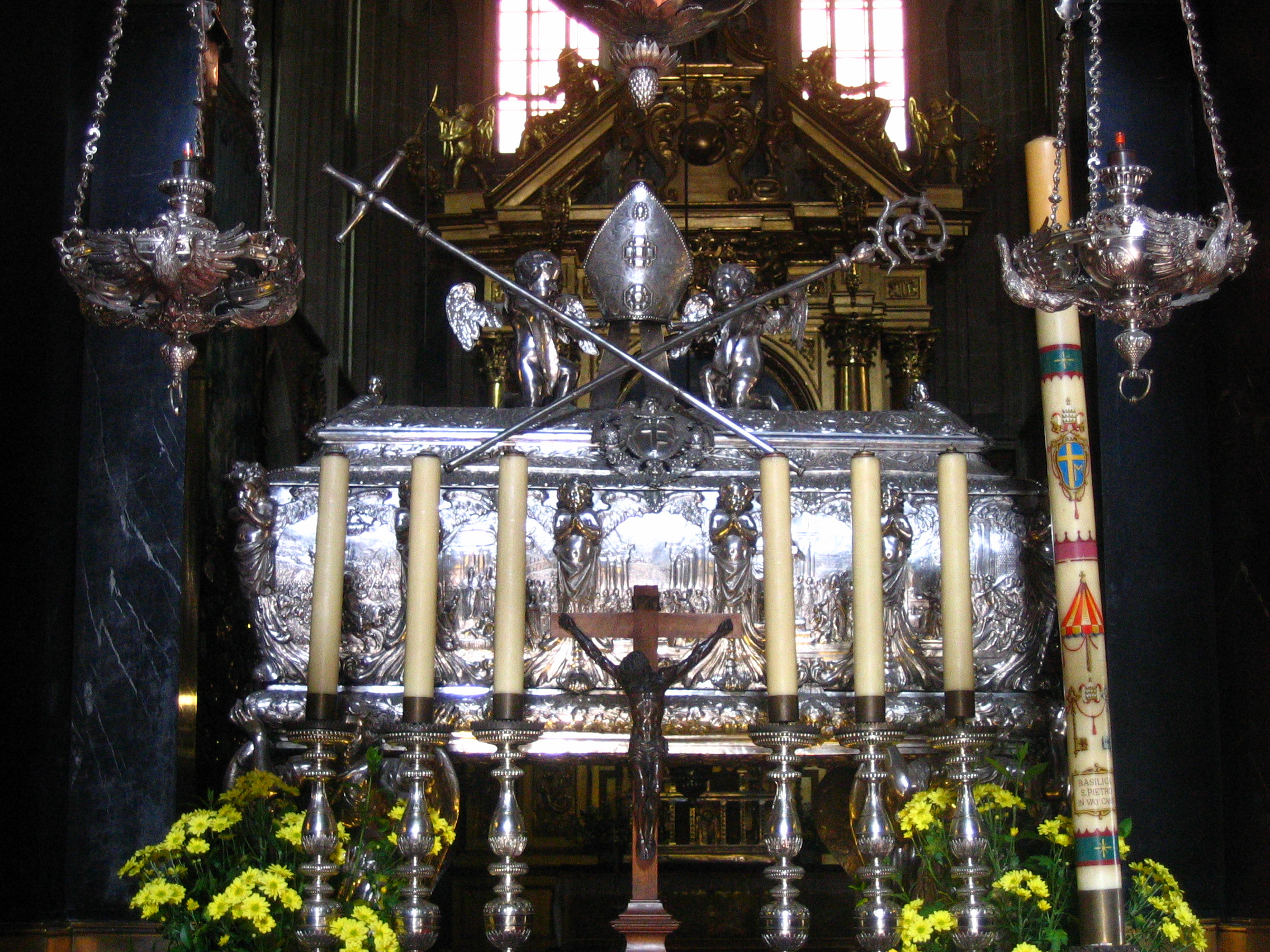
Sankt Stanislaus sarkofag i Krakóws katedral.
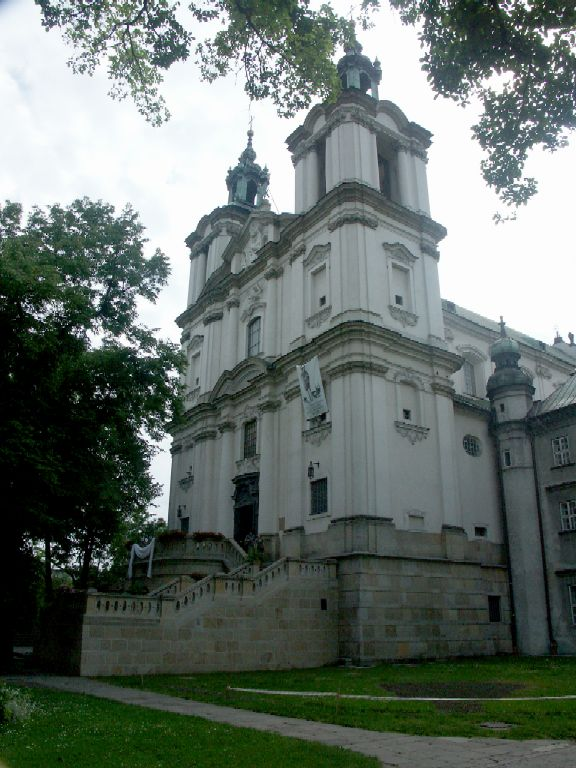
Sankt Stanislaus-kyrkan i Kraków.

### Webbkällor
- ”St. Stanislaus of Cracow”. Catholic Encyclopedia. New Advent. http://www.newadvent.org/cathen/14246a.htm. Läst 11 april 2018.
- ”Santo Stanislao, vescovo e martire”. Santi e Beati. http://www.santiebeati.it/dettaglio/26700. Läst 11 april 2018.